# Doctor in the House
Doctor in the House és una pel·lícula de comèdia britànica de 1954 dirigida per Ralph Thomas i produïda per Betty Box. El guió, de Nicholas Phipps, Richard Gordon i Ronald Wilkinson, està basat en la novel·la de Gordon, i segueix un grup d'estudiants a través de l'escola de medicina.
Va ser la pel·lícula de taquilla més popular del 1954 a Gran Bretanya. El seu èxit va generar sis seqüeles i una sèrie de televisió i ràdio titulada Doctor in the House.
Va convertir Dirk Bogarde en una de les estrelles britàniques més reconegudes de la dècada de 1950. Altres coneguts actors britànics presentats a la pel·lícula van ser Kenneth More, Donald Sinden i Donald Houston. James Robertson Justice interpreta l'irascible cirurgià principal Sir Lancelot Spratt, paper que repetiria en moltes de les seqüeles.

## Sinopsi
La història segueix les aventures de Simon Sparrow (Dirk Bogarde), com a nou estudiant de medicina al fictici Hospital St Swithin de Londres. Els seus cinc anys d'estudiant, en què impliquen beure, sortir amb dones i enfrontaments amb les rígides autoritats de l'hospital, ofereixen molts incidents d'humor.
Quan ha de deixar la seva primera elecció d'allotjament per allunyar-se de la filla de la seva propietària (Shirley Eaton), acaba amb tres companys de pis amables però menys brillants:
- Richard Grimsdyke (Kenneth More). Un familiar li havia deixat una petita però adequada anualitat mentre roman a l'escola de medicina, de manera que veu que s'enfonsa cada any.
- Tony Benskin (Donald Sinden), un perseguidor de dones sense remei.
- Taffy Evans (Donald Houston), un fanàtic del rugbi.

Hi destaca el cirurgià en cap exigent i trepidant, Sir Lancelot Spratt (interpretat per James Robertson Justice de manera molt diferent al original personatge literari de Gordon), que terroritza a tothom.
Els amics de Simon l'embolquen en una sèrie de cites desastroses, primer amb una "Rigor Mortis" plàcidament desinteressada (Joan Sims), després amb Isobel (Kay Kendall), una dona amb gustos molt cars, i finalment amb Joy (Muriel Pavlow), una infermera de St Swithin's. Després de començar amb mal peu, troba que Joy li agrada molt. Mentrestant, a Richard la seva promesa Stella (Suzanne Cloutier) li dona un ultimàtum: o es llicencia o el deixarà.
El clímax de la pel·lícula és un partit de rugbi amb una escola rival de medicina durant el cinquè i últim any de Simon. Després de les victòries de St Swithin, l'altra equip intenta robar la mascota de l'escola, un goril·la farcit, provocant una revolta i persecució de cotxes pels carrers de Londres. Simó i els seus amics són gairebé expulsats per la seva participació en aquest fet pel malhumorat degà de St Swithin (Geoffrey Keen). Quan Simon ajuda a Joy a colar-se a la residència d'infermeres després del toc de queda, cau accidentalment a través d'una claraboia. Aquest segon incident fa que l'expulsin, tot i que poc temps després pot completar els seus finals. Sir Lancelot, però, té bons records dels seus dies d'estudiant, particularment de la indiscreció juvenil del Degà (persuadint una infermera perquè imités el passeig de Lady Godiva). El seu discret xantatge torna a readmetre Simon. Al final, Richard suspèn (com Tony), però Stella decideix inscriure's a St Swithin perquè hi hagi almenys un metge a la família. Simon i Taffy es graduen.

## Repartiment
- Dirk Bogarde - Simon Sparrow
- Muriel Pavlow - Joy Gibson
- Kenneth More - Richard Grimsdyke
- Donald Sinden - Tony Benskin
- Kay Kendall - Isobel
- James Robertson Justice - Sir Lancelot Spratt
- Donald Houston - Taffy Evans
- Suzanne Cloutier - Stella
- George Coulouris - Briggs
- Jean Taylor Smith - Sister Virtue
- Nicholas Phipps – Magistrat
- Geoffrey Keen - Degà
- Martin Boddey – professor sonre màquina de pedals
- Joan Sims - "Rigor Mortis"
- Gudrun Ure - May
- Harry Locke - Jessup
- Cyril Chamberlain - Policia
- Ernest Clark - Mr Parrish
- Maureen Pryor - Mrs. Cooper
- George Benson – professor en desguassos
- Shirley Eaton - Milly Groaker
- Eliot Makeham – Examinador més antic
- Joan Hickson - Mrs. Groaker
- Brian Oulton – Venedor d'equip mèdic
- Shirley Burniston - Barbara
- Mark Dignam – Examinador al microscopi
- Felix Felton - Examinador
- Lisa Gastoni - Jane
- Geoffrey Sumner – Professor forense
- Amy Veness - Àvia Cooper
- Mona Washbourne – Germana de la comadrona
- Felix Felton i Wyndham Goldie - Examinadors (sense acreditar)
- Richard Gordon - Anestesista (sense acreditar)
- Noel Purcell - "Padre", landlord al pub dels metges (sense acreditar)
- Bruce Seton – Policia conductor (sense acreditar)
- Richard Wattis – Venedor de llibres de medicina (sense acreditar)

## Producció
La productora Betty Box va recollir una còpia del llibre a Crewe durant un llarg viatge en tren i va veure possibilitats com a pel·lícula. Els drets sobre la pel·lícula els tenia Associated British Picture Corporation (ABPC), però van decidir no fer la pel·lícula i Box els va comprar. Ella i Ralph Thomas havien de convèncer Rank Organization per fer la pel·lícula sense història central. Però Box va dir: "Crec que sé com fer-ho. Jo porto els meus quatre estudiants durant tres o quatre anys de formació mèdica i faig aquesta història".
Després va dir que va tenir "molta sort" d'aconseguir que Nicholas Phipps escrigués el guió. "No hi havia gran cosa al llibre, tret dels personatges", va dir.
"No havia fet mai comèdies abans, però vaig creure que volia fer-la real i divertida i, per tant, no tractaria amb els còmics".
Els executius de Rank van pensar que al públic no li interessaria cap pel·lícula sobre medicina, i que Bogarde, que fins aleshores havia interpretat delinqüents i herois de la Segona Guerra Mundial, no tenia atractiu sexual i no podia interpretar comèdies lleugeres. Com a resultat, els realitzadors van obtenir un pressupost baix i només se'ls va permetre utilitzar els artistes contractats per Rank.
En realitat no tenien cap actor divertit per treballar; tots eren actors simples. Dirk Bogarde ... mai havia interpretat una línia divertida a la seva vida", va dir Thomas.
"Cap d'ells no va fer res perquè volia fer gràcia", va afegir Thomas. "Ho interpretaven dins d'un límit de credibilitat molt estricte. Dirk va aconseguir-ho, va passar de ser només un altre actor brillant i amb molt bon aspecte i es va convertir en una estrella."
L'Hospital de St Swithin està representat pel frontal del University College de Londres i es creu que es basa en Barts and The London School of Medicine and Dentistry, l'escola de medicina adscrita a St Bartholomew's Hospital, on Richard Gordon era un estudiant.
Kenneth More havia acabat La Geneviève (1953) quan va firmar per aparèixer al repartiment, però La Geneviève encara no havia estat estrenada. Per tant, el seu catxé era de només 3.500 £. Robert Morley es va avenir a interpretar el cirurgià, però el seu agent va insistir en un catxé de 15.000 £ per la qual cosa li van donar el paper a James Robertson Justice per una catxé de 1.500 £.
El rodatge va començar el setembre de 1953.

## Recepció
La pel·lícula va tenir un èxit massiu a taquilla. Betty Box va estimar que va recuperar el seu pressupost a les sis primeres setmanes de l'estrena. Thomas diu que es va pagar el sou en dues setmanes i afirma que va ser la primera "pel·lícula purament britànica sense cap participació estrangera en obtenir un benefici d'un milió de lliures en dos anys".
Es va convertir en la pel·lícula més reeixida de la història de Rank i la van veure 15.500.000 persones, un terç de la població britànica.
Thomas va dir el seu èxit es devia al fet que "es tractava d'una cosa que fins aleshores havia estat tractada amb tanta reverència com tractaríeu al vostre confessor. La gent solia tenir la medicina amb molta estima ... a la gent els agradava i s'identificaven amb les situacions divertides que havien vist ocórrer o que els havia passat a ells mateixos com a pacients, metges o infermeres ".

## Premis
- Kenneth More va guanyar el BAFTA al millor film britànic (1955)
- Nominada al Premi BAFTA de 1955, a la millor pel·lícula britànica
- Nominada al Premi BAFTA de 1955, a la millor pel·lícula de qualsevol font
- Nicholas Phipps va ser nominat al BAFTA al millor guió britànic de 1955

## Seqüeles
Doctor in the House a ser la pel·lícula més popular a la taquilla britànica el 1954. El seu èxit va provocar sis seqüeles, tres protagonitzades per Bogarde, una amb Michael Craig i Leslie Phillips, i les altres dues amb Phillips, així com una sèrie de televisió d'èxit a la London Weekend Television.